# Zasada niesprzeczności
Zasada niesprzeczności, zasada sprzeczności – prawo logiczne w postaci dla klasycznego rachunku zdań głoszące, że:
{\displaystyle \neg (p\wedge \neg p).}
w postaci dla klasycznego rachunku kwantyfikatorów, że:
{\displaystyle \neg (Px\wedge \neg Px).}
Koniunkcję zdania p z jego negacją, zapisywaną:
{\displaystyle p\wedge \neg p.}
nazywamy zdaniem sprzecznym. Każde zdanie sprzeczne jest zdaniem fałszywym. Stąd prawo niesprzeczności jako negacja zdania sprzecznego jest zdaniem prawdziwym.
W postaci dla klasycznego rachunku zdań zasada niesprzeczności w interpretacji metalogicznej głosi, że z dwóch zdań sprzecznych co najwyżej jedno jest prawdziwe, a w interpretacji ontologicznej, że nic nie może zarazem zachodzić i nie zachodzić. Zasada niesprzeczności dla rachunku kwantyfikatorów jest natomiast interpretowana według tradycji pochodzącej od Arystotelesa – głosi ona, że danemu przedmiotowi nie może zarazem przysługiwać i nie przysługiwać ta sama własność. Mimo że zasada niesprzeczności była przez większość filozofów uznawana za oczywistą, istnieli jednak tacy, którzy ją odrzucali. Istnieją także tolerujące sprzeczność logiki parakonsystentne.
Zdania sprzeczne bywają nazywane absurdami. Należy tu zauważyć, że nie są one nonsensami rozumianymi jako wypowiedzi pozbawione znaczenia, ale pełnoprawnymi zdaniami w sensie logicznym.

## Historia
Mogło by się wydawać, że w umysłowości pierwotnej zasada niesprzeczności nie występuje jasno. Podobnie nie występowała ona wyraźnie we wczesnej filozofii greckiej. Mamy w niej do czynienia z opisami częstymi rozdzielania się i łączenia sprzecznych elementów, które pełnią funkcję opisów podstawowych struktur ontologicznych świata. Do największego znaczenia przekonanie o sprzecznym charakterze rzeczywistości dochodzi w myśli Heraklita, głoszącego, że cała rzeczywistość jest sprzeczna, a rozwiązanie tej sprzeczności znajduje się dopiero we wszechogarniającym rozumie (Logos). Mniej ontologiczne, a bardziej logiczne i praktyczne sformułowanie przekonanie o sprzeczności świata znalazło w poglądach sofistów.
Pod wpływem polemiki Sokratesa z sofistami pierwsze sformułowania zasady sprzeczności pojawiają się w myśli Platona (w Państwie i Timajosie), a także, pod wpływem polemiki z Heraklitem, w myśli Parmenidesa i Zenona. Klasyczne, pochodzące od Arystotelesa ujęcie zasady niesprzeczności mówi, że „niepodobna, ażeby coś zarazem było i nie było”. Arystoteles dokonał przełomu w filozofii, podejmując próbę wykazania pełnej odpowiedniości praw logiki (w tym szczególnie zasady niesprzeczności) i struktury ontycznej rzeczywistości.
Łącznie z zasadą wyłączonego środka, a także zasadą tożsamości oraz zasadą racji dostatecznej zasada niesprzeczności tworzy w metafizyce klasycznej tzw. „pierwsze zasady myśli i bytu”. Szczególnie ważnym wkładem średniowiecza do logiki jest prawo sformułowane po raz pierwszy przez Wilhelma z Soissons, głoszące, że ze zdania sprzecznego wynika dowolne inne zdanie:
{\displaystyle (p\wedge \neg p)\Rightarrow q.}
Arystoteles uważał zasadę niesprzeczności za „najbardziej pewną ze wszystkich zasad”. W filozofii średniowiecznej zasada niesprzeczności była jednym z podstawowych twierdzeń metafizycznych, także w filozofii nowożytnej nie była prawie nigdy negowana. Do poglądów Heraklita nawiązał dopiero Hegel, twierdzący, że cała rzeczywistość rozwija się właśnie dzięki wewnętrznej sprzeczności. Należy jednak zwrócić uwagę na fakt, że ostra krytyka poglądów Hegla przeprowadzona przez filozofów analitycznych bywa uznawana za tendencyjną. Podobnie jak interpretacja marksistowska, zwłaszcza obecna w naturalistycznym nurcie leninizmu, opiera się ona głównie na sławnych sformułowaniach Przedmowy do Fenomenologii ducha. Opieranie interpretacji całości wyłącznie na tych sformułowaniach wydaje się jednak obce intencjom Hegla, co zresztą podkreśla także sama Przedmowa. Jednym z najbardziej znanych fragmentów Przedmowy mających atakować zasadę sprzeczności jest słynna parabola kwiatu i pąka:

Podobnie też określenie stosunku, w jakim dzieło filozoficzne pozostaje - zdaniem autora - do innych prób w tej samej dziedzinie, stanowi wtręt o charakterze obcym samej rzeczy i zaciemnia to, o co chodzi przy poznawaniu prawdy. Mniemanie, dla którego przeciwieństwo między prawdą a fałszem staje się czymś trwałym, zwykle też spodziewa się [po jakimś dziele filozoficznym] zgodności albo sprzeczności z jakimś istniejącym systemem filozoficznym i wyjaśniając ten stosunek widzi tylko albo jedno, albo drugie. Ogólnie biorąc, mniemanie to nie ujmuje różnorodności systemów filozoficznych jako postępującego rozwoju prawdy, lecz w [ich] różnorodności dopatruje się raczej tylko sprzeczności. Pączek zanika, gdy rozwija się z niego kwiat, i można by powiedzieć, że kwiat jest negacją pączka; tak samo za pomocą owocu kwiat zostaje uznany za fałszywe istnienie rośliny i - jako jej prawda – miejsce kwiatu zajmuje owoc. Formy te nie tylko różnią się od siebie, lecz także wypierają jedna drugą jako nie dające się ze sobą pogodzić. Ich płynna natura czyni je jednak zarazem momentami organicznej jedności, w której nie tylko nie zaprzeczają sobie, lecz jedna jest tak samo konieczna, jak druga; i to dopiero ta równa konieczność stanowi życie całości. Ale stanowisko sprzeczne z jakimś filozoficznym systemem z jednej strony zwykle nie pojmuje tej własnej z nim sprzeczności w ten sposób, a z drugiej strony świadomość ujmująca [tę sprzeczność] nie umie zazwyczaj uwolnić się od jej jednostronności, czy też zachować jako [od niej] wolnej, i [nie potrafi] w postaci tego, co zdaje się walczyć i występować przeciw sobie, rozpoznawać koniecznych dla siebie nawzajem momentów.

## Interpretacja Jana Łukasiewicza
Polski filozof i logik Jan Łukasiewicz na podstawie swojej interpretacji pism logicznych Arystotelesa wyróżnił w dziele O zasadzie sprzeczności u Arystotelesa trzy zbieżne sformułowania zasady sprzeczności: ontologiczną zasadę sprzeczności, logiczną zasadę sprzeczności i psychologiczną zasadę sprzeczności. Podział ten jest obecnie szeroko przyjęty. Należy zwrócić uwagę na fakt, że Jan Łukasiewicz odrzuca pogląd Arystotelesa, że zasada sprzeczności jest oczywista sama przez się. Komentuje nawet ostro zwalczane przez filozofię analityczną poglądy Hegla na to zagadnienie, pisząc, że:

Wierzył on [Hegel] w potęgę poznania i zrażały go sceptyczne wyniki krytycyzmu Kanta. Kant bowiem twierdził, że umysł ludzki badając świat jako całość, popada z konieczności w antynomie i wikła się w sprzecznościach. Hegel przyjął ten wynik, lecz nie wysnuwał stąd wniosku, że istota świata jest niepoznawalna, tylko uznał realne istnienie sprzeczności, widząc w niej pierwiastek ruchu i życia. W ten sposób stworzył „logikę metafizyczną”, nie opartą na zasadzie sprzeczności. Ale próba ta była zbyt radykalna, nieścisła i niejasna, by mogła być pojęta i przyjęta.

### Ontologiczna zasada sprzeczności
Ontologiczna zasada sprzeczności głosi, że żadnemu przedmiotowi nie może zarazem przysługiwać i nie przysługiwać ta sama cecha.

### Logiczna zasada sprzeczności
Logiczna zasada sprzeczności głosi, że dwa sądy, z których jeden przyznaje danemu przedmiotowi daną cechę, a drugi nie przyznaje temu przedmiotowi tej cechy, nie mogą być zarazem prawdziwe.

### Psychologiczna zasada sprzeczności
Psychologiczna zasada sprzeczności głosi, że dwa przekonania, którym odpowiadają dwa sądy sprzeczne, nie mogą istnieć w tym samym czasie w jednym umyśle.
Władysław Witwicki odwołując się do wyników własnych badań stwierdził, że zasada ta w takim sformułowaniu jest fałszywa. Przeczy jej bowiem szereg faktów rejestrowanych w psychologii: marzeń sennych, doznań estetycznych, przeżyć religijnych i magicznych, przekonań nieszczerych. Według niego można tę zasadę utrzymać jedynie w brzmieniu:

Człowiek w stanie pełnego czuwania, kiedy przytomnie i jasno myśli, unika, o ile może, sądów sprzecznych, a z dwóch sądów przedstawionych sprzecznych jeden uważa wtedy za fałszywy, choć nie zawsze wie, który właśnie jest w danym wypadku fałszywy. Człowiek zaś myśli przytomnie wtedy, gdy dobrze pamięta i dobrze uważa. Poza tym znosi sprzeczne przekonania, a przed kontrolą nawet własnego intelektu ochrania je nieraz uczuciami czci, miłości, upodobania estetycznego. Instynktownie stara się nieraz ich nie konfrontować i dba o to, żeby ich nie dojrzeli drudzy i nie otwierali mu oczu.